# Trachymene incisa
Trachymene incisa är en flockblommig växtart som beskrevs av Edward Rudge. Trachymene incisa ingår i släktet Trachymene och familjen flockblommiga växter. Inga underarter finns listade i Catalogue of Life.